# Catantops brevipennis
Catantops brevipennis är en insektsart som beskrevs av Wintrebert 1972. Catantops brevipennis ingår i släktet Catantops och familjen gräshoppor. Inga underarter finns listade i Catalogue of Life.